# Pierre Michon
Pierre Michon (ur. 28 marca 1945 w Châtelus-le-Marcheix) – pisarz i eseista, powszechnie uważany za klasyka współczesnej literatury francuskiej.

## Życiorys
Jego „autobiograficzna „quasi-powieść”, Żywoty maluczkich (Vies minuscules, 1984) już w roku wydania przez Éditions Gallimard zyskała rozgłos, z czasem zyskując miano arcydzieła. Utwór składa się z ośmiu tytułowych żywotów, w których autor-narrator snując opowieści z najpospolitszej ludzkiej codzienności podnosi je do rangi legendy.
Jeden z krytyków literackich zwrócił uwagę na alegoryczny wymiar rodzinnych anegdot w twórczości Michona.

O ojcu mym, niedostępnym i ukrytym niczym bóg, nie potrafię myśleć wprost. Podobnie jak wiernemu − ale któremu, być może, nie dostaje wiary − potrzeba mi pomocy jego pośredników, aniołów czy kapłanów.

Inną jego znaczącą powieścią są wydane w 2009, nieprzetłumaczone jeszcze na język polski, „żywoty” jedenastu największych przywódców Wielkiej Rewolucji Francuskiej, członków słynnego Komitetu Ocalenia Publicznego oraz uczestników − używając określenia Jules'a Micheleta − „Ostatniej Wieczerzy Rewolucji”. Książka nosi tytuł Les Onze, (pol.: Jedenastu).
Spory wpływ na pisarstwo Michona miały dzieła Arthura Rimbauda. Pisarz poświęcił mu w 1991 fabularyzowany, na wpół poetycki esej biograficzny, Rimbaud syn (Rimbaud le fils), który w założeniu imitował swoim stylem poematy napisane przez XIX-wiecznego symbolistę. Michona z Rimbaudem łączy więc przede wszystkim wykorzystanie pełnej, nieco zawiłej, choć jednocześnie pełnej konkretów poetyckiej frazy.

## Nagrody
- Grand Prix SGDL, 2004[3]
- Prix Décembre, 2002[3]
- Prix Louis Guilloux, 1997[3]
- Prix de la Ville de Paris, 1996[3]
- Prix France Culture, 1984[3]